# Glaucocharis dilatella
Espèce
Synonymes
- Eromene dilatella Meyrick, 1879[2]

Glaucocharis dilatella est une espèce de lépidoptères (papillons) de la famille des Crambidae. 

## Répartition
Glaucocharis dilatella se rencontre en Australie, dont l'Australie-Méridionale, la Tasmanie, le Queensland, la Nouvelle-Galles du Sud et l’État de Victoria.

## Description
Son envergure est d’environ 15 mm. Les adultes ont des ailes antérieures de couleur crème, avec chacune des marbrures marron et une rangée de points noirs et orange. Les ailes postérieures sont marron clair.